# Kawasaki ER-5
Kawasaki ER-5 znany również jako Twister to motocykl typu naked produkowany w latach 1997-2006 przez firmę Kawasaki.
W odpowiedzi na rosnącą popularność modeli konkurencji, głównie Honda CB 500 i Suzuki GS 500 Kawasaki zaprezentowało na targach w 1996 model ER-5 wyposażony w sprawdzony silnik znany min. z modeli GPZ500, KLE500 czy EN500. Rok później motocykl trafił do sprzedaży, w roku 2001 przeszedł drobny lifting (do tego czasu występował również pod nazwą Twister, co było nawiązaniem do Kawasaki Zephyr, czyli serii nakedów z początku lat 90), a w 2006 roku zakończono jego produkcję zastępując go modelem Kawasaki ER-6n.

## Historia
1996
Zaprezentowanie modelu
1997
Kod producenta: ER500-A1/ER500-B1 (wersja zdławiona)
Wprowadzenie do sprzedaży
1998
Kod producenta: ER500-A2/ER500-B2 (wersja zdławiona)
Nowa klamka hamulca z możliwością regulacji, zmniejszona pojemność zbiornika paliwa z 16 na 15 litrów, wzmocniony tył ramy
1999
Kod producenta: ER500-A3/ER500-B3 (wersja zdławiona)
Skrócony błotnik koła tylnego
2000
Kod producenta: ER500-A4/ER500-B4 (wersja zdławiona)
Brak modyfikacji względem poprzedniego roku produkcyjnego
2001
Kod producenta: ER500-C1/ER500-D1 (wersja zdławiona)
Nowy zbiornik paliwa o pojemności 17 litrów z płaskim zamknięciem wkomponowanym w jego kształt, dodano blokadę kierownicy, zmodyfikowano widelec koła przedniego, amortyzator, układ hamulcowy, kształt bocznych owiewek oraz obicie kanapy
2002
Kod producenta: ER500-C2
Brak modyfikacji względem poprzedniego roku produkcyjnego
2003
Kod producenta: ER500-C3
Usunięto włącznik świateł dziennych, zautomatyzowano ich włączanie
2004
Kod producenta: ER500-C4P
Nowy katalizator, sztywniejsze sprężyny widelca
2005
Kod producentaER500-C5P
Brak modyfikacji względem poprzedniego roku produkcyjnego
2006
Zakończenie produkcji

## Dane techniczne/Osiągi
- Silnik: R2
- Pojemność silnika: 498 cm³
- Gaźniki: Keihin CVK-34
- Moc maksymalna: 50 KM/9000 obr./min[1]
- Maksymalny moment obrotowy: 45 Nm/7200 obr./min[1]
- Zawieszenie przód – widelec teleskopowy o średnicy rur nośnych 37 mm, skok 140 mm
- Zawieszenie tył – wahacz stalowy, dwa elementy resorująco-tłumiące, skok 80 mm
- Hamulec przód – tarcza 280 mm, dwutłoczkowy zacisk
- Hamulec tył – bęben
- Prędkość maksymalna: 185 km/h
- Przyspieszenie 0-100 km/h: 6 sek.[1]
- Spalanie trasa 4l/100km[1]
- Spalanie miasto 6l/100km[1]
- Średnie zużycie paliwa 5l/100km[1]